# اوراتو واتانابه
اوراتو واتانابه (انگلیسی: Urato Watanabe؛ ۲ مارس ۱۹۰۹ – October 18, 1994 (aged 85)) آهنگساز، آموزگار اهل ژاپن بود. وی بین سال‌های ۱۹۴۰ تا ۱۹۷۸ میلادی فعالیت می‌کرد.